# Stadion w Dzakar
Stadion w Dzakar (ang. Jakar Stadium) – stadion piłkarski w Bhutanie, w mieście Dzakar. Może pomieścić 7000 osób.